# Onorificenze danesi
Elenco delle onorificenze del Regno di Danimarca.

## Ordini cavallereschi
| Nastro | Onorificenza                        |
| ------ | ----------------------------------- |
|        | Ordine dell'Elefante                |
|        | Ordine del Dannebrog                |
|        | Ordine dell'Union Parfait (estinto) |
|        | Ordine del Braccio Armato (estinto) |

### Ordini reali famigliari
| Nastro | Onorificenza                                           |
| ------ | ------------------------------------------------------ |
|        | Ordine di Matilde                                      |
|        | Ordine famigliare reale di re Cristiano VII            |
|        | Ordine della famiglia reale di re Federico IX          |
|        | Ordine della famiglia reale della regina Margherita II |

## Decorazioni di merito

### Decorazioni civili
| Nastro | Onorificenza                         | Anno di istituzione |
| ------ | ------------------------------------ | ------------------- |
|        | Medaglia al merito                   | 1792                |
|        | Medaglia "Ingenio et Arti"           | 1841                |
|        | Medaglia reale di ricompensa         | 1865                |
|        | Medaglia per nobili atti di coraggio | 1793                |
|        | Medaglia d'onore al turismo          | 1963                |
|        | Medaglia al merito della Groenlandia | 1989                |

### Decorazioni militari
| Nastro | Onorificenza                                                                 | Anno di istituzione |
| ------ | ---------------------------------------------------------------------------- | ------------------- |
|        | Croce al Valore                                                              | 2011                |
|        | Medaglia alla difesa per il coraggio                                         | 1995                |
|        | Medaglia alla difesa per servizi eccellenti                                  | 2009                |
|        | Medaglia per distinzione nel volo                                            | 1962                |
|        | Medaglia alla difesa per caduti in servizio                                  | 2010                |
|        | Medaglia alla difesa per feriti in servizio                                  | 2010                |
|        | Medaglia per lungo servizio in marina                                        | 1801                |
|        | Medaglia per lungo servizio nell'esercito                                    | 1945                |
|        | Medaglia per lungo servizio nell'aviazione                                   | 1953                |
|        | Medaglia per lungo servizio nelle forze armate                               | 1953                |
|        | Medaglia per lungo servizio nella riserva                                    | 1978                |
|        | Medaglia del Ministero della Difesa                                          | 2009                |
|        | Medaglia alla difesa per servizi meritevoli                                  | 2010                |
|        | Medaglia alla difesa per il servizio internazionale in Afghanistan           | 2010                |
|        | Medaglia alla difesa per il servizio internazionale in Kosovo                | 2010                |
|        | Medaglia alla difesa per il servizio internazionale in Libano                | 2010                |
|        | Medaglia al merito per la guardia nazionale                                  | 1959                |
|        | Medaglia per anzianità di servizio nella guardia nazionale                   | 1973                |
|        | Medaglia per anzianità nel servizio civile                                   | 1963                |
|        | Insegna d'onore della Lega della Difesa Civile                               | 1956                |
|        | Medaglia al salvataggio                                                      | 1994                |
|        | Medaglia per anzianità di servizio nei vigili del fuoco                      | 1973                |
|        | Medaglia per anzianità di servizio nella polizia                             | 1959                |
|        | Medaglia alla libertà di Cristiano X                                         | 1946                |
|        | Insegna d'onore dell'Associazione degli Ufficiali in Riserva della Danimarca | 1950                |
|        | Medaglia d'onore della Camera di Commercio danese                            | 1965                |
|        | Insegna d'onore della Società degli Atleti Militari danesi                   | 1968                |
|        | Insegna d'onore della Croce Rossa danese                                     | 1916                |
|        | Medaglia al merito della Croce Rossa danese                                  | 1963                |
|        | Medaglia premio per la pace                                                  | 1995                |

## Medaglie

### Medaglie commemorative
| Nastro | Onorificenza                                                                                               | Anno di istituzione |
| ------ | --- | ------------------- |
|        | Medaglia commemorativa delle nozze d'oro di Cristiano IX e della regina Luisa                              | 1892                |
|        | Medaglia in ricordo di Cristiano IX                                                                        | 1906                |
|        | Medaglia in ricordo di Federico VIII                                                                       | 1912                |
|        | Medaglia militare commemorativa di Cristiano X                                                             | 1914                |
|        | Medaglia commemorativa per la guardia reale a cavallo                                                      | 1916                |
|        | Medaglia commemorativa per 25º anniversario dell'arruolamento di re Cristiano X                            | 1926                |
|        | Medaglia commemorativa per 25º anniversario dell'immatricolazione all'accademia militare di re Cristiano X | 1916                |
|        | Medaglia per il 100º anniversario della nascita di re Cristiano IX                                         | 1918                |
|        | Medaglia commemorativa per 50º anniversario dell'immatricolazione all'accademia militare di re Cristiano X | 1941                |
|        | Medaglia per il 100º anniversario della nascita di re Federico VIII                                        | 1943                |
|        | Medaglia in memoria di Cristiano X                                                                         | 1947                |
|        | Medaglia per il 100º anniversario della nascita di re Cristiano X                                          | 1970                |
|        | Medaglia in memoria di Federico IX                                                                         | 1972                |
|        | Medaglia commemorativa del 50º anniversario dell'arrivo in Danimarca della regina Ingrid                   | 1985                |
|        | Medaglia per il 50º compleanno della regina Margherita II                                                  | 1990                |
|        | Medaglia commemorativa delle nozze d'argento della regina Margherita II col principe consorte              | 1992                |
|        | Medaglia del giubileo d'argento della regina Margherita II                                                 | 1997                |
|        | Medaglia per il 100º anniversario della nascita di re Federico IX                                          | 1999                |
|        | Medaglia commemorativa della regina Ingrid                                                                 | 2001                |
|        | Medaglia per il 70º compleanno del principe consorte Enrico                                                | 2009                |
|        | Medaglia per il 70º compleanno della regina Margherita II                                                  | 2010                |
|        | Medaglia del giubileo di rubino della regina Margherita II                                                 | 2012                |
|        | Medaglia per il 75º compleanno della regina Margherita II                                                  | 2015                |
|        | Medaglia commemorativa delle nozze d'oro della regina Margherita II col principe consorte                  | 2017                |
|        | Medaglia commemorativa del principe consorte Enrico                                                        | 2018                |
|        | Medaglia per il 80º compleanno della regina Margherita II                                                  | 2020                |